# آزیتا شریعتی
آزیتا شریعتی (زادهٔ ۱۴ ژانویهٔ ۱۹۶۸) یک مدیر کارآفرین در سوئد است. در بخشی از دوران کاری، شریعتی همچنین با عنوان قدرتمندترین زن بازرگان سوئد آوازه‌ای افزوده یافت.

## زندگی شخصی و حرفه‌ای
آزیتا شریعتی در هنگام ۲۰ سالگی از ایران به سوئد رفت و در آنجا ماند. پس از یادگرفتن زبان سوئدی و به پایان رساندن دیپلم دبیرستان ایرانی‌اش در کوم ووکس در دانشگاه صنعتی چلمرز گوتنبرگ، دانشگاه گپتنبرگ و آموزشگاه عالی بازرگانی، تحصیل را ادامه داد.
او نخستین پیشهٔ خود در کمپانی‌ای که بعدها مدیر عاملش شد را ۱۶ سال پیشتر به عنوان یک مدیر رستوران شروع کرد. ۲۷ سال پس از کوچ به سوئد، شریعتی ۴۷ ساله مدیر عامل شاخهٔ سوئد سودکسو، شرکت خدمات فرانسوی و چندملیتی است. شرکت سودسکو که در سال ۱۹۶۶ در فرانسه بنیان‌گذاری گردید، بزرگترین شرکت آماده‌کنندهٔ خدمات مواد خوراکی و مدیریت تسهیلات در جهان دانسته شده‌است. همچنین در این دوره در نمونه‌ای شمار کارکنان سودکسو تنها در سوئد، ۸۰۰۰ تن بوده‌است. تصاویر آزیتا شریعتی، مدیرعامل شاخهٔ سوئد شرکت سودکسو، به عنوان برندهٔ سال ۲۰۱۵ «قدرتمندترین زن سال بخش صنعت و بازرگانی سوئد» در صفحه‌های نخست مهم‌ترین نشریات اقتصادی سوئد منتشر گردیده‌است.